# Christian Vorländer (Jurist)
Christian Vorländer (* 7. Dezember 1973 in Beirut, Libanon) ist ein deutscher Rechtsanwalt, Kommunalpolitiker (SPD) und Fernsehdarsteller.

## Leben
Vorländer wurde im Libanon geboren, wo seine Eltern Dozenten an einer internationalen Hochschule waren. Nach Ausbruch des Libanesischen Bürgerkriegs kehrte seine Familie nach Deutschland zurück. Er studierte in den Jahren 1994 bis 2000 Rechtswissenschaften in München und absolvierte ein Auslandssemester in London. Er legte im Jahr 2002 seine Zweite Juristische Staatsprüfung ab und ist seit 2003 als Rechtsanwalt in München tätig. Er war für zwei parlamentarische Untersuchungsausschüsse (Schreiber-Affäre, LWS-Affäre) tätig.
Seit 1989 ist Vorländer Mitglied der SPD und seit 2010 im Vorstand der SPD München. Politisch setzt sich Vorländer neben weiteren Schwerpunkten besonders für die Rechte von Schwulen und Lesben ein. Er selbst ist homosexuell.
Seit der Wahl 2014 gehört er dem Münchner Stadtrat an. 2020 wurde er für eine zweite Wahlperiode wiedergewählt.
Bei der Bundestagswahl 2009 kandidierte er erstmals für das Direktmandat im Wahlkreis München-Süd, verpasste dieses jedoch mit 28,4 Prozent der Stimmen. Bei der Bundestagswahl 2013 kandidierte er erneut, unterlag jedoch seinem Gegenbewerber von der CSU, Peter Gauweiler.
Von Ende 2002 bis Ende 2012 war Vorländer als Darsteller einer der insgesamt sechs Verteidiger in der Sat.1-Gerichtsshow Richter Alexander Hold zu sehen und hatte kleinere Gastauftritte bei K11 – Kommissare im Einsatz. Außerdem hatte er eine Gastrolle im Fernsehfilm Das total verrückte Wunderauto von 2006. Von 2013 bis 2016 war er in der Scripted-Reality-Show Im Namen der Gerechtigkeit – Wir kämpfen für Sie! als Anwalt zu sehen. Am 19. September 2024 und 14. Oktober 2024 hatte er zwei kleinen Auftritt in der Reihe Ulrich Wetzel – Der Ermittlungsrichter als Anwalt eines Beschuldigten.